# Villa Minni
Die Villa Minni liegt im Stadtteil Serkowitz der sächsischen Stadt Radebeul, in der Dr.-Schmincke-Allee 20 direkt am Fontainenplatz. Sie wurde 1890 durch die ortsansässige Baufirma F. W. Eisold für den Leipziger Eduard Rost errichtet.

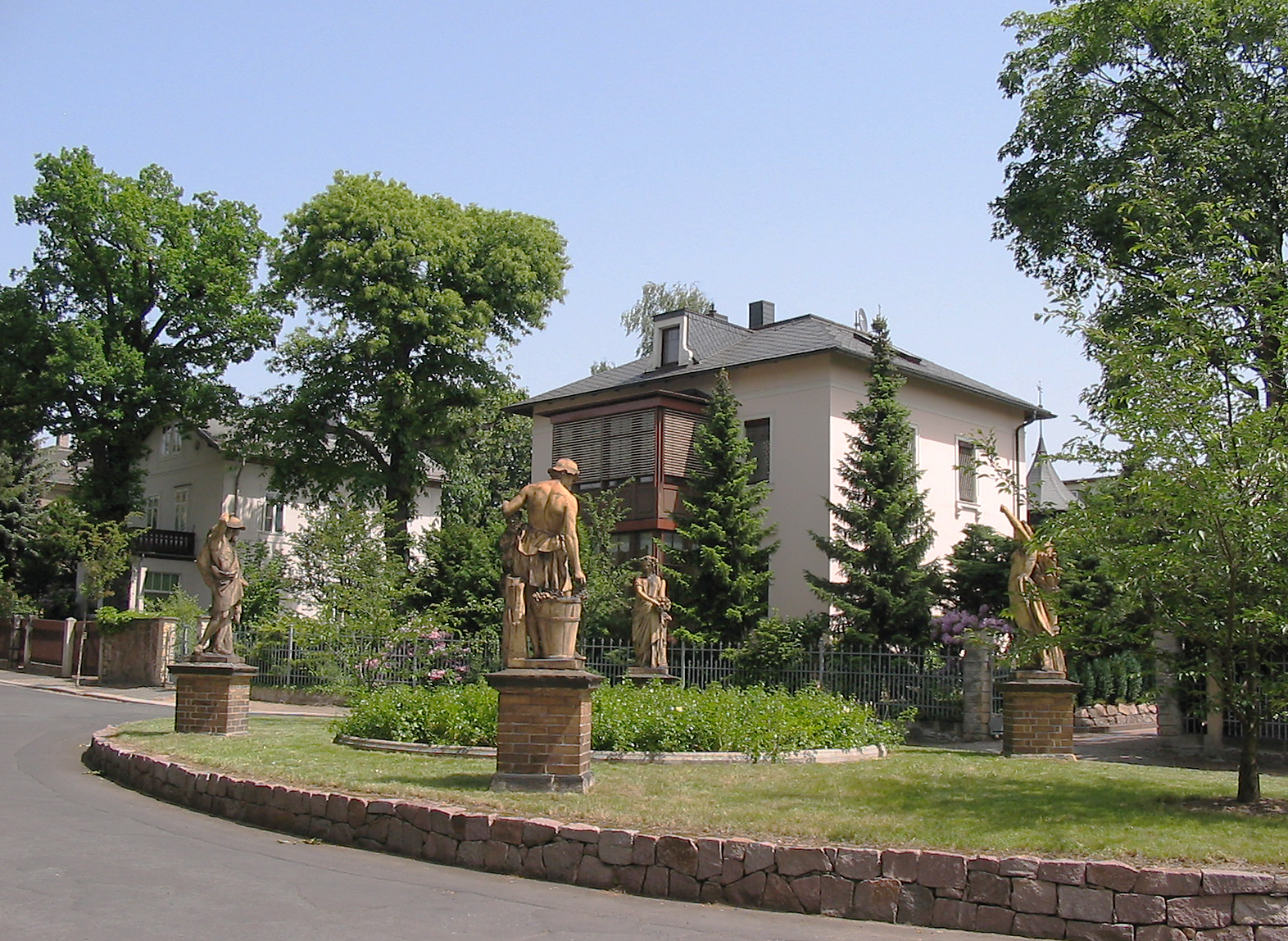
Fontainenplatz im Sommer 2008, Brunnenbecken noch bepflanzt. Blick auf Dr.-Schmincke-Allee 20, (Villa Minni)

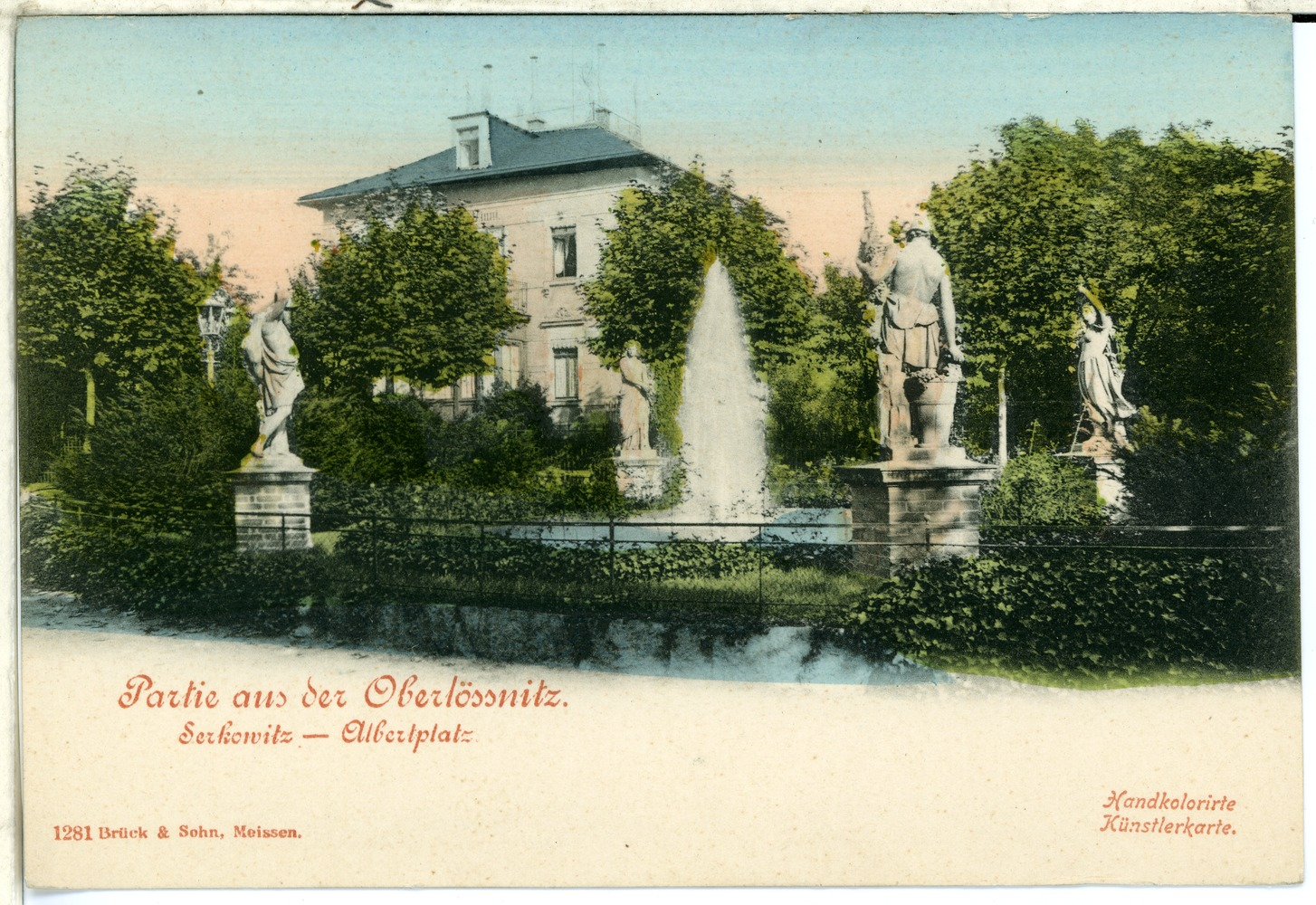
Villa Minni, 1899

## Beschreibung
Die zusammen mit dem Gartenhaus und ihrer Einfriedung bis mindestens 2012 unter Denkmalschutz stehende Villa ist ein zweigeschossiges Wohnhaus auf fast quadratischem Grundriss. Sie hat ein flaches Walmdach, darin mittig in der Straßenansicht eine am Dachaustritt volutenverzierte Dachgaube. Vor den mittleren zwei der vier Fensterachsen der Hauptansicht steht eine zweigeschossige Veranda aus Holz.
Der schlichte Putzbau zeigt ein Gurtgesims zwischen Obergeschoss und Kniestock. Die Rechteckfenster sind durch profilierte Sandsteingewände eingefasst.
Die Einfriedung besteht aus Lanzettzaunfeldern zwischen Sandsteinpfosten.

## Geschichte
In der von den ortsansässigen Baumeistern Gebrüder Ziller 1876 erschlossenen Albertstraße, benannt nach dem seinerzeitigen sächsischen König Albert, heute Dr.-Schmincke-Allee, entstand 1890–1892 der Fontainenplatz. Um das Rondell in der Dr.-Schmincke-Allee herum schuf Moritz Ziller auf eigene Kosten der Gebrüder Ziller, unterstützt durch die Baufirma F. W. Eisold und den Landschaftsgärtner Gustav Pietzsch, einen ovalen Platz, um den herum vier Villenbauplätze bestanden. Auf dem Rondell entstand in einer Grünfläche ein Brunnenbecken mit der namensgebenden „Fontaine“, die nach über 50 Jahren Untätigkeit im Jahr 2008 durch den ortsansässigen verein für denkmalpflege und neues bauen radebeul wieder ausgegraben und in Betrieb gesetzt werden konnte. Die Stadt Radebeul lässt diese Fontäne in Zukunft wieder sprudeln. Die Gebrüder Ziller stellten um das Brunnenbecken vier Figuren der Firma Ernst March, Charlottenburg auf, die die Vier Jahreszeiten darstellen und deren Entwürfe von Julius Franz stammen. Diese 1880 als Katalogware beschafften, lebensgroßen Figuren stehen auf Postamenten und blicken in Richtung Brunnen.

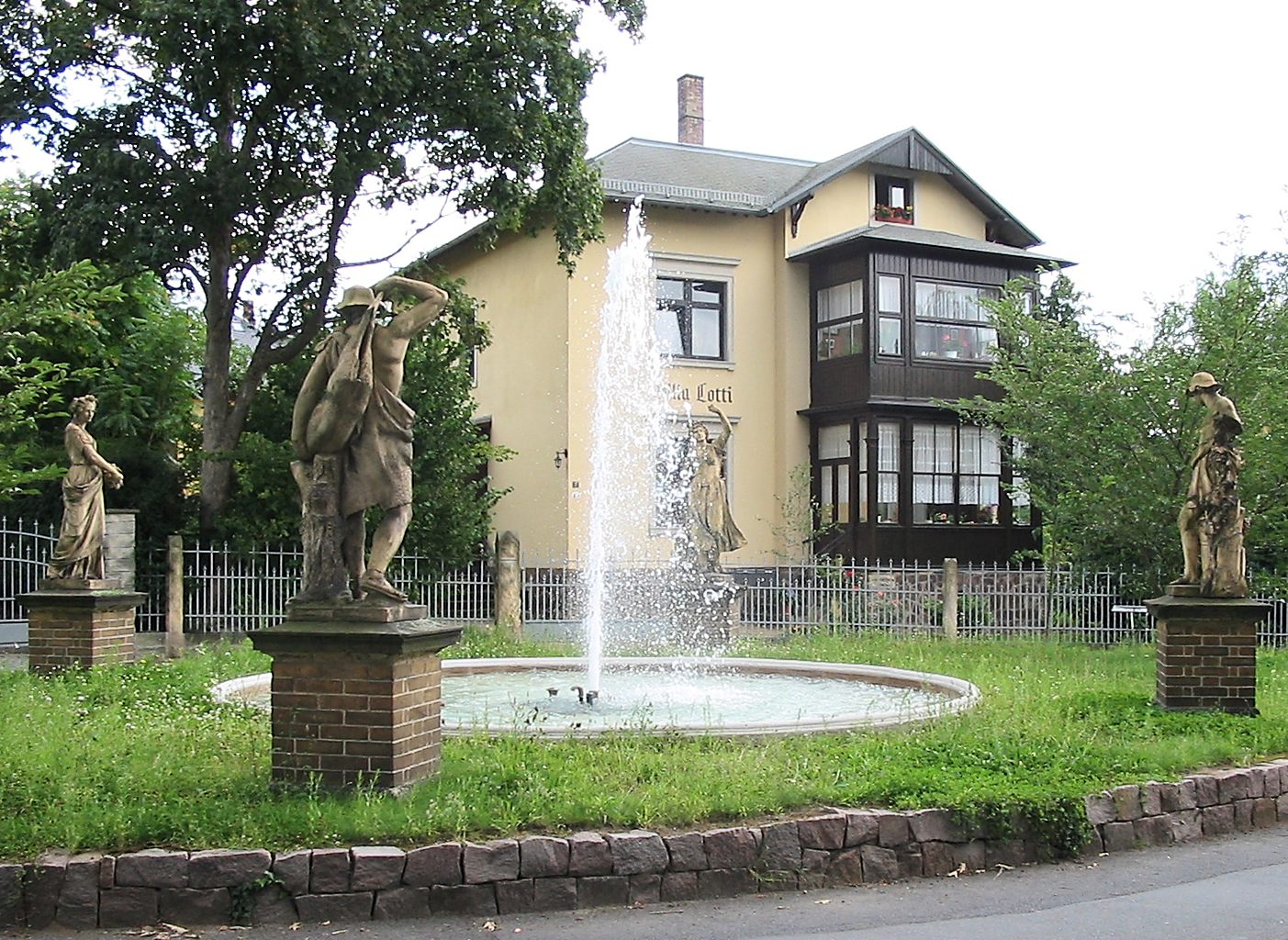
Dr.-Schmincke-Allee 18, Villa Lotti, Sommer 2009 mit Fontäne.

Im Zusammenhang mit der Unterstützung bei der Platzanlage errichtete Wilhelm Eisold für den Leipziger Eduard Rost 1890 auf dem nordöstlichen Bauplatz dieser prestigeversprechenden Lage eine zweigeschossige Villa. Im Jahr 1896 folgte auf der Grundstücksrückseite der Bau eines eingeschossigen Nebengebäudes, welches 1900 aufgestockt wurde.
Im Jahr 1907 ließ Georg Greif für sein Physikalisch-diätetisches Sanatorium für Herz-, Nerven-, Stoffwechsel-, Alkoholkranke und Erholungsbedürftige die Villa Dr.-Schmincke-Allee 20 mit der nebenliegenden Nr. 18 (Villa Lotti) durch einen Glasgang verbinden. Hinzu kam eine verglaste Dachveranda.